# Messier 52
Messier 52 (NGC 7654) é um aglomerado estelar aberto localizado na constelação de Cassiopeia a 5 000 anos-luz da Terra. Foi descoberto por Charles Messier em 1774. Possui um diâmetro de 19 anos-luz e uma idade estimada em 35 milhões de anos. Sua estrela mais brilhante é uma gigante de classe F9, que tem uma magnitude de 7,77.

## Descoberta e visualização
O aglomerado aberto foi descoberto pelo astrônomo francês Charles Messier, que o catalogou em 7 de setembro de 1774. Foi percebido pelo astrônomo enquanto ele seguia um cometa que passava pela região à época.
Pode ser visualizado com bons binóculos ou lunetas, e melhor visto com telescópio de abertura de 4 polegadas, onde o aglomerado aperece compacto e rica em estrelas tênues.

## Características

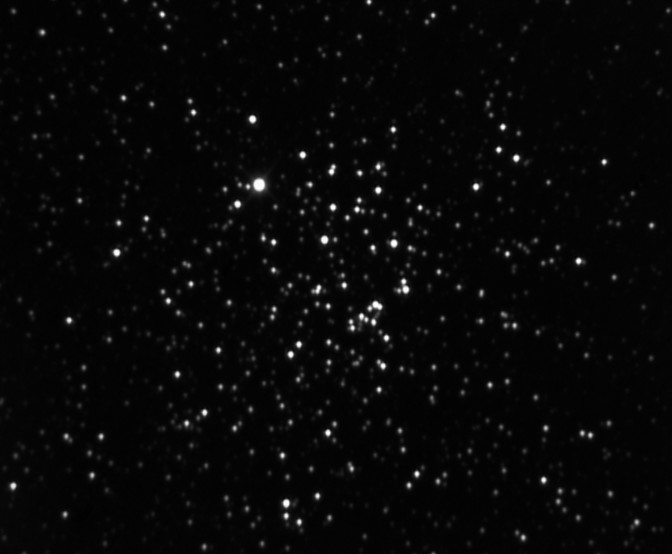
Messier 52, Ole Nielsen

Contém pelo menos 193 estrelas em uma região da esfera celeste com diâmetro aparente de 9 minutos de grau, segundo Åke Wallenquist. Sua densidade estelar perto de seu centro é de cerca de 3 estrelas por parsec cúbico.
Suas estrelas mais brilhantes pertencem à classe espectral B7, de magnitude aparente 11. Duas estrelas gigantes amarelas são ainda mais brilhantes, uma de classe espectral F9 e magnitude aparente 7,77 e a segunda de classe espectral G8 e magnitude aparente 8,22. Sua idade foi estimada em apenas 35 milhões de anos, segundo o Sky Catalogue 2000.0, coincidente com as estimativas de Woldemar Götz. Há também no aglomerado uma estrela da classe espectral Of, uma estrela extremamente quente com linhas espectrais de hélio e nitrogênio ionizado.
Sua distância em relação à Terra não é bem determinado e as estimativas variam entre 3 000 a 7 000 anos-luz. Essa indeterminação é causada pela presença de matéria interestelar, o que dificulta uma estimativa mais precisa da distância. É um aglomerado aberto tipo I,2,r, segundo o Sky Catalogue 2000.0, ou II,2,r segundo Kenneth Glyn Jones e Götz.
Adotando-se 0 valor de 5 000 anos-luz para sua distância, e considerando seu diâmetro aparente de 13 minutos de grau, sua extensão linear corresponde a 19 anos-luz.